# Луций Матукций Фусцин
Луций Матукций Фусцин (лат. Lucius Matuccius Fuscinus) — римский государственный деятель второй половины II века.
О происхождении Фусцина ничего неизвестно. В 156—159 годах он находился на посту легата пропретора Нумидии. Одновременно Фусцин был легатом III Августова легиона, дислоцированного в этой провинции. В 158 году по его приказу был украшен храм Исиды и Сераписа в Ламбессе. Кроме того, он освятил храм Нептуна, построенный в 148 году Луцием Новием Криспином. В 159 году Фусцин занимал должность консула-суффекта. Его супругой была Вольтея Корнифиция, а дочерью — Матукция Фусцина.